# Verdrag van Mellifont
Het Verdrag van Mellifont maakte een einde aan de Negenjarige Oorlog in Ierland. Het verdrag werd getekend op 30 maart 1603 in de Mellifont Abbey tussen Charles Blount, Lord Deputy van Ierland in naam van koningin Elizabeth I van Engeland en Hugh O'Neill, leider van de Ierse opstandelingen.

## Achtergrond
De nederlaag van het beleg van Kinsale betekende de genadeslag voor de Ierse opstandelingen. Tijdens het beleg kregen de Ieren steun van Spaanse soldaten.

## Inhoud
- Hugh O'Neill raakte zijn titel van count (graaf) kwijt, maar hij kreeg een zetel in de Irish House of Lords.
- Hulp van buitenaf was vanaf nu verboden.
- De Ierse wetten werden vervangen door de Engelse.
- De Engelse taal werd de officiële taal.
- De macht van de katholieke kerk werd ingeperkt.

## Vervolg
De dood van koningin Elizabeth I op 24 maart 1603 werd tijdens de onderhandelingen verzwegen. Met het Verdrag van Londen (1604) werd nog eens duidelijk gestipuleerd dat de Spanjaarden geen hulp meer mochten bieden aan de Ieren.
In 1605 vond het buskruitverraad in Londen plaats, een samenzwering van katholieken om de protestantse koning Jacobus I van Engeland te vermoorden. Intussen was Arthur Chichester de nieuwe Lord Deputy van Ierland. Hij vertrouwde de katholieken in Ierland niet, hij begon met vervolgingen en confisqueerde de gronden van de Ierse landeigenaren, de Volksplantingen in Ulster. Dat leidde uiteindelijk in 1607 tot de vlucht in ballingschap van de leiders, de zogeheten Vlucht van de Graven (Flight of the Earls).